# 財閥X刑事
『財閥X刑事』（ざいばつけいじ、朝: 재벌X형사）は、2024年1月26日から2024年3月23日までSBSで放送された韓国のテレビドラマ。全16話。主演はアン・ボヒョン。2024年3月、シーズン2の制作が決定している。
最高視聴率14.2%、同時時間帯視聴率第1位を記録。
Disney+で同日23:30に世界配信もされた。

## 概要
2015年に放送されたロシアのテレビドラマ『Silver Spoon』が原作となっている。
「金には金、コネにはコネ」世間知らずの財閥3世が、強力1チームの刑事になり、仲間たちと和解しながら成長していくアクション・コメディ。
監督は『悪鬼』キム・ジェホン。脚本は『マイネーム: 偽りと復讐』キム・ダハ。アン・ボヒョンが主演を務め、『ユミの細胞たち』パク・ジヒョンと再共演を果たしている。

## あらすじ
ハンスグループの末息子チン・イス（アン・ボヒョン）は、遊び好きで世間知らずな財閥3世。ある日、彼は友人を襲った犯人を追い格闘の末、相手に重症を負わせる。すると、それを目撃したイ・ガンヒョン刑事（パク・ジヒョン）に、タックルされ鼻を骨折し逮捕されてしまう。
誤認逮捕と判明したものの、イスの父であるハンスグループ会長チン・ミョンチョル（チャン・ヒョンソン）の市長選挙を控えていたために、イスは兄スンジュ（クァク・シアン）の計らいで、ガンヒョン率いるカンハ警察署強力1チームの刑事となった。
こうしてイスは強力1チームの刑事として、財閥ならではの方法で事件を次々に解決していく。

## 登場人物

### カンハ警察署強力1チーム
- チン・イス（演：アン・ボヒョン / 子役：チャン・ソンユル(7歳)、チョン・ヒョンジュン(10代)）

　ハンスグループの次男。財閥3世。弁護士の資格がある。カンハ警察署強力1チームの刑事。映画会社CEO。
- イ・ガンヒョン（演：パク・ジヒョン）

　カンハ警察署強力1チームの女性初のチーム長。強力係に配属されて3年で凶悪犯34人を逮捕し、1階級特進、警部になったベテラン。
- パク・ジュニョン（演：カン・サンジュン）

　カンハ警察署強力1チームの刑事。ガンヒョンの同期。物静かで理性的な性格。突然刑事になった御曹司イスを嫌う。
- チェ・ギョンジン（演：キム・シンビ）

　カンハ警察署強力1チームの末っ子刑事。イスのファン。恋人とともにイスのフォロワー。

### ハンスグループ
- チン・ミョンチョル（演：チャン・ヒョンソン）…イスの父、ハンスグループ会長
- チン・スンジュ（演：クァク・シアン）…イスの兄、ハンスグループ副会長
- チョ・ヒジャ（演：チョン・ヘジン）…ミョンチョルの妻、スンジュの母
- チェ・ジョンフン（演：キム・ミョンス）…イスの秘書、ハンスグループ名誉理事

### ガンヒョンの家族
- イ・ヒョンジュン（演：クォン・ヘヒョ）…ガンヒョンの父、元カンハ警察署刑事課長
- コ・ミスク（演・ユン・ユソン）…ガンヒョンの母、町内会長

### カンハ警察署
- ファン・ソング（演：キム・ビョンチュン）…カンハ警察署署長
- パク・チャンゴン（演：イ・ドヨプ）…カンハ警察署刑事課長
- アン・ビョンシク（演：キム・ギョル）…カンハ警察署強力2チームのチーム長

### その他
- キム・ソニョン（演：イ・シア）…イスの母、故人
- ユン・ジウォン（演：チョン・ガヒ）…国立科学捜査研究院の解剖医
- キム・ヨンファン（演：チェ・ドング）…イスの友人、映画制作会社の代表
- イ・ギソク（演：ソ・ドンウォン）…記者、SBC探査報道部チーム長
- ワン・ジョンテ（演：チャン・ヒョクジン）…国民自由党3選議員

### ゲスト出演
- チョヒ（演：チャン・ギュリ）…ギョンジンの恋人
- ホン・ウナ（演：ハ・ユンギョン）…イスの元恋人
- ハ・ナムス（演：チェ・テジュン）…俳優
- ハン・ユラ（演：ナウン）…女優

## スタッフ
- 演出：キム・ジェホン …『悪の心を読む者たち』(2022年)、『悪鬼』(2023年)ほか
- 脚本：キム・ダハ …『マイネーム: 偽りと復讐』(2021年)ほか

## 放送日程と視聴率
| 話数            | 放送日            | 全国  | 首都圏／ ソウル | 最高  |
| --------------- | ----------------- | ----- | --------------- | ----- |
| 第1話           | 2024年1月26日(金) | 5.7%  | 5.8%            | 7.8%  |
| 第2話           | 2024年1月27日(土) | 6.9%  | 7.0%            | 7.9%  |
| 第3話           | 2024年2月2日(金)  | 6.6%  | 7.2%            | 9.8％ |
| 第4話           | 2024年2月3日(土)  | 6.3%  | 6.6%            |       |
| 第5話           | 2024年2月16日(金) | 6.0%  | 6.9%            |       |
| 第6話           | 2024年2月17日(土) | 6.2%  | 7.2%            |       |
| 第7話           | 2024年2月23日(金) | 9.9%  | 10.4%           |       |
| 第8話           | 2024年2月24日(土) | 11.0% | 11.5%           | 13.7% |
| 第9話           | 2024年3月1日(金)  | 9.3%  | 9.9%            |       |
| 第10話          | 2024年3月2日(土)  | 9.7%  | 10.0%           | 11.8% |
| 第11話          | 2024年3月8日(金)  | 8.3%  | 8.7%            |       |
| 第12話          | 2024年3月9日(土)  | 10.1% | 11.0%           | 14.2% |
| 第13話          | 2024年3月15日(金) | 8.3%  | 8.1%            |       |
| 第14話          | 2024年3月16日(土) | 9.8%  | 10.6%           | 13.6% |
| 第15話          | 2024年3月22日(金) | 9.5%  | 9.9%            |       |
| 第16話 (最終回) | 2024年3月23日(土) | 9.3%  | 10.1%           | 14.0% |

## エピソード
- 2024年2月9日(金)と10日(土)の放送は、韓国の旧正月で放送局の特別編成により、ドラマ放送は1週お休みだった。
- 最高視聴率14.2%を記録。同時時間帯視聴率第1位、ミニシリーズ土曜日全チャンネル1位。Disney+とWaveveで1位。
- アン・ボヒョンとパク・ジヒョンが、放送開始直前に宣伝のため出演したラジオ動画番組で視聴率10%を超えたらまた出演すると約束。3月20日にその約束を果たすため再び出演した。
- 2024年3月、視聴率2桁を獲る人気作品になったため、シーズン2の制作が確定。脚本家キム・ダハはすでに作業を始めており、主演アン・ボヒョンとパク・ジヒョンのスケジュールも調整中。